# 马耳他骑士团团旗
馬爾他主權騎士團國旗是耶路撒冷、羅得島及馬爾他圣若翰主權軍事醫院騎士團（或稱馬爾他騎士團、馬爾他主權騎士團）的實體所用“國家”旗幟。根據約瑟波賽（意大利语：Giuseppe Bosio）所撰寫的騎士團史一書中紀錄，1130年教宗諾森二世頒布教令，參與戰爭的宗教組織均需佩有白色十字的紅色盾牌，教宗亞歷山大四世後來下令1259名獲准參戰的騎士穿上擁有白色十字的紅披風，自此之後白色十字漸成為騎士團的正式符號。因此，該旗亦被稱為聖若翰旗。

## 樣式
馬爾他騎士團國旗為紅色長方形中內含一白色十字，寬長比例為2:3。

## 使用
目前，該旗幟飛揚在位於羅馬該主權實體的獨立機關頂端，且用於大教長或政務議會成員的官方會議上。

## 代表旗幟與徽章
除了國旗外，馬爾他騎士團還擁有另一樣式的代表旗幟及衍生的徽章。代表旗用於修騎士團的道院正副院長、六十四個國際分會及一百多個駐外機構，及其在世界各地的醫院、醫學中心及門診部、救護組織、基金會和特殊聯合單位。圖案是八角十字配紅色底，第一次使用八角十字圖案是用於第廿五任大教長維拉瑞特時發行的硬幣上。
教會徽章分為騎士徽章和代表徽章，第七十八任大教長有個人專屬徽章。正式騎士徽章圖案是八角十字位於紅色橢圓形內部，周圍被玫瑰經圖騰包圍，最外圍是皇家布幔及頂端有個皇冠。該徽章用於修道院正副院長、國際分會及駐外代表機構。另一個徽章是用於遍佈世界各地的醫護人員及人道援助工作者，圖案是一個白色八角十字位於紅色盾型內。